# Tamsin Barnett Hinchley
Tamsin Barnett Hinchley (* 10. März 1980 in Adelaide, South Australia, Australien) ist eine ehemalige Beachvolleyball- und Hallenvolleyballspielerin. Sie nahm dreimal an Olympischen Spielen teil.

## Karriere Halle
Das Volleyballtalent von Tamsin Barnett wurde im Alter von zehn Jahren entdeckt und gefördert. Ihr Sportlehrer Ross Sullivan in ihrer Heimatstadt Ballarat ermutigte sie, sich für die Landesauswahl Victorias zu bewerben. Barnett spielte zwei Jahre im Team des Bundesstaates, bevor sie im Alter von 18 Jahren in die australische Nationalmannschaft berufen wurde. Nach der Teilnahme an den Olympischen Spielen 2000 in Sydney, bei denen das Team den neunten Platz belegte, und dem sechsten Rang bei den Asienmeisterschaften 2001, entschied sich die Australierin für eine Karriere in Deutschland. In den letzten drei Monaten des Jahres spielte sie in Unterschleißheim. Nachdem Bayern Lohhof Insolvenz anmelden musste, wechselte Tamsin Barnett Anfang 2002 zum Schweriner SC und wurde mit diesem Verein deutscher Meister. Im gleichen Jahr spielte sie für die Nationalmannschaft ihres Heimatlandes bei der Weltmeisterschaft in Deutschland und wurde als Volleyballspielerin des Jahres in Australien ausgezeichnet. In der folgenden Saison stand Tamsin Barnett bei Caja de Avila unter Vertrag. Das Team erreichte im CEV-Pokal die Endrunde und belegte in der spanischen Liga den vierten Platz. In den Meisterschafts-Play-Offs verletzte sich die Australierin jedoch sehr schwer. Der Meniskusabriss kostete sie zunächst die Teilnahme an den Olympischen Spielen in Athen 2004. Anschließend entschied Barnett, ihre Hallenkarriere zu beenden, um das geschädigte Knie durch den harten Boden nicht weiter zu gefährden.

## Karriere Beach
Mit dem Training für ihre zweite Karriere begann die australische Sportlerin 2004. Im Juni des folgenden Jahres startete sie mit Stacey Kloeden bei ihrem ersten Turnier der FIVB World Tour in Gstaad, wo die beiden Australierinnen über die Qualifikation nicht hinauskamen. Nach drei weiteren Veranstaltungen mit zwei 25. Plätzen als besten Ergebnissen wechselte Barnett zu Summer Lochowicz. Nach ebenfalls zwei 25. Rängen erreichten die beiden Athletinnen auf Bali den neunten Platz. Dieses Ergebnis konnten sie in der folgenden Saison in Stavanger und St. Petersburg wiederholen.
2006 gewannen Tamsin Barnett und ihre neue Partnerin Natalie Cook die australischen Meisterschaften. Im Februar 2007 trat beide zum ersten Mal bei der World Tour an. Nach einem siebten Platz in Schanghai und einem neunten Rang auf Sentosa gelang Barnett ihr erster Sieg auf der Tour in Seoul. Mit der Olympiasiegerin gewann sie gegen die an Nummer drei gesetzten Talita/Renata und bezwang die Nummer zwei Juliana/Larissa. Im Halbfinale unterlagen Leila/Anna Paula den an Vierzehn gelisteten Australierinnen, die sich auch im Endspiel gegen die topgesetzten Chinesinnen Jia Tian / Jie Wang durchsetzten. Bei den folgenden Events in Warschau, Paris, Stavanger und Montréal wurden Cook/Barnett jeweils Fünfte, während sie bei der Weltmeisterschaft in Gstaad den neunten Platz belegten. Im folgenden Jahr erreichten die beiden australischen Sportlerinnen vierte Plätze in Osaka und Gstaad sowie fünfte Ränge in Schanghai und bei den Olympischen Spielen in Peking. Dazu kamen ein siebter und vier neunte Plätze. Bei den letzten beiden Turnieren der Saison trat Tansim Barnett mit Becchara Palmer an und belegte den vierten Platz auf Ko Phuket sowie den siebzehnten Rang in Sanya.

### 2010
Tamsin Barnett Hinchley, die in der Zwischenzeit geheiratet hatte, bestritt die Wettkämpfe wieder mit Natalie Cook. Die beiden konnten jedoch die Erfolge von 2007 und 2008 nicht wiederholen, drei siebzehnte Plätze in Marseille, Klagenfurt und Den Haag waren die besten Ergebnisse.

### 2011
Barnett Hinchley, die schon die letzte Veranstaltung des vergangenen Jahres mit Alice Rohkamper bestritten hatte, startete mit der jungen Athletin auch in die neue Saison. Bei den sechs gemeinsamen Turnieren der World Tour überstanden sie jedoch nur einmal die Qualifikation und belegten in Sanya den siebten Platz. Bei den Weltmeisterschaften in Rom schieden sie nach dem Verlust ihrer drei Gruppenspiele als Letzte ihres Pools aus.
In Québec bildeten wieder Cook und Barnett Hinchley ein Duo und wurden Fünfte. Nach einem 33. Rang in Polen und einem 17. Platz in Finnland kamen die Australierinnen in Den Haag als Neunte noch einmal unter die ersten Zehn.

### 2012
Nach zwei fünften Plätzen bei den Grand Slams von Berlin und Klagenfurt landete Barnett Hinchley mit Cook bei den Olympischen Spielen 2012 in London nach drei Niederlagen in der Vorrunde auf Platz 19. Nach einem 17. Platz an der Seite von Louise Bawden beim Grand Slam im polnischen Stare Jabłonki beendete sie ihre internationale Karriere, spielte jedoch noch einige kleinere regionale Turniere, unter anderen im Februar des Folgejahres mit der späteren olympischen Silbermedaillengewinnerin Mariafe Artacho del Solar.

## Auszeichnungen
- 2002: Australische Spielerin des Jahres
- 2007: Am meisten verbesserte Spielerin der FIVB

## Privates
Tamsin Barnett Hinchley hat zwei Brüder. Sie berichtet von einem Großvater, der für die niederländische Olympiaauswahl nominiert wurde, wegen des Zweiten Weltkrieges jedoch niemals starten durfte. Die australische Sportlerin ist verheiratet mit Al Hinchley und bekam im September 2009 einen Sohn namens Arley K. Deswegen bestritt sie 2009 keine Wettkämpfe.